# Fünf Gesänge, Op. 104 (Brahms)
Fünf Gesänge (Cinc cançons), Op. 104, és un cicle de cinc part songs per a cor mixt a cappella de Johannes Brahms, compostes l'any 1888 quan Brahms tenia 55 anys. Les cinc cançons reflecteixen un intensitat nostàlgica i fins i tot humor tràgic. La bellesa del so i el relaxat domini del mitjà es combinen amb textos que gairebé sempre tenen un sentit nostàlgic; Brahms crea una de les obres més exquisidament deprimides. Els poemes ens diuen que cap cor amorós està obert als sentits sincers del poeta; que la primavera es torna tardor; que la joventut ha desaparegut; que les esperances segueixen sense complir; també generen la connexió entre la nit i rendir-se a la son, al dormir, amb l'acceptació de la mort.

## Anàlisi musical
Les cinc cançons estan escrites per a un cor de quatre a sis veus, SATB a SAATBB:
1. Nachtwache I ("Vigília I") (Langsam), text de Friedrich Rückert.
2. Nachtwache II ("Vigília II") (Feierlich bewegt), text de F. Rückert.
3. Letztes Glück ("Darrera felicitat") (Ziemlich langsam), text de Max Kalbeck.
4. Verlorene Jugend ("Joventut perduda") (Lebhaft, doch nicht zu schnell – Ein wenig gehalten), poema bohemi.
5. Im Herbst ("A la tardor"), text de Klaus Groth, en do menor, per a SATB.

### 1.Nachtwache I
Està en si menor, compàs 4/4 i està escrita per a cor mixt a sis veus (SAATBB). Indicació de tempo, Langsam (lent). Està en la forma estròfica (estrofa i tornada) modificada de dues parts. El text: 
Leise Töne der Brust, / geweckt vom Odem der Liebe, / Hauchet zitternd hinaus, / ob sich euch öffnet ein Ohr, / Öffn' ein liebendes Herz, / und wenn sich keines euch öffnet, / Trag' ein Nachtwind euch / seufzend in meines zurück!
El sentiment de les dues primeres cançons o nocturns (Nachtwache I i II), és tot un repte d'inspiració a través d'una música commovedora i expressiva, i el seu encant fa que els perfils no quedin clarament ben dibuixats. Contralt i baix, amb els seus tons més apagats, són doblats; mentre, les veus brillants de soprano i tenor són amb una sola línia melòdica. Mitjançant aquest recurs els efectes de color són molt elevats i en aquesta primera cançó, l'efecte és gairebé eteri.
La cançó inicial estableix l'ambient per a les peces que venen després ja només en els primers compassos. L'escriptura musical reflecteix els cops fràgils d'un cor despert per l'amor del qual el text parla. La dinàmica s'alterna ràpidament des del fluix fins al molt fort; sona com la respiració del narrador que busca una resposta al seu amor. Musicalment, el conjunt es caracteritza per l'escriptura antifonal, on grups de veus (en general, dones i homes) s'oposen entre si. La textura de les tres primeres cançons a sis veus ajuda a facilitar aquest tipus d'escriptura, sobretot en aquesta primera cançó amb text de Rückert, que es basa completament en aquest concepte antifonal.

### 2.Nachtwache II
Està en mi bemoll major, compàs 3/2 i està escrita per a cor mixt a sis veus (SAATBB). Indicació de tempo, Feierlich bewegt (amb solemnitat). Està en la forma d'escriptura contínua, sense seccions, no repetitiva. El text: 
Ruh'n sie? rufet das Horn / des Wächters drüben aus Westen, / Und aus Osten das Horn / rufet entgegen: Sie ruh'n!
Hörst du, zagendes Herz, / die flüsternden Stimmen der Engel? / Lösche die Lampe getrost, / hülle in Frieden dich ein.
En aquesta cançó l'estat d'ànim s'estableix amb un to més confiat i tranquil·litzador tant a la música com en el text. Les repetides paraules "Ruhn sie?" en les sis veus és una imitació de les trompes dels vigilants de nit (sereno), dient als que el puguin escoltar que tanquin les seves llums confiadament i es deixin envoltar per la tranquil·litat de la nit. Aquesta és la més curta de les cinc cançons, amb només 21 compassos. Si en tota l'obra hi ha pocs exemples de referències sonores directes al text, en aquesta cançó hi ha l'excepció, amb les trompes que imiten els sons dels instruments dels serenos.

### 3.Letztes Glück
Està en fa menor, compàs 2/4 i està escrita per a cor mixt a sis veus (SAATBB). Indicació de tempo, Ziemlich langsam (Bastant lent). Està en la forma ternària (ABA). El text: 
Leblos gleitet Blatt um Blatt / Still und traurig von den Bäumen; / Seines Hoffens nimmer satt, / Lebt das Herz in Frühlingsträumen.
Noch verweilt ein Sonnenblick / Bei den späten Hagerosen, / Wie bei einem letzten Glück, / Einem süßen, hoffnungslosen.
Arriba l'hivern i cauen les fulles mortes dels arbres: una imatge meravellosament recreada a la música amb els seus acords que canvien ràpidament, que semblen les respiracions d'un vent de tardor. Aquestes són seguides per llargues i tristes melodies en totes les parts vocals. La peça canvia temporalment al mode major, ja que el narrador experimenta un sentiment d'esperança i que aviat retorni la primavera; però això ràpidament s'esvaeix. Ens aquesta peça, els intercanvis antifonals s'aproximin encara més, que Brahms equilibra amb una secció mitjana molt contundent i molt més càlida.

### 4.Verlorene Jugend
Està en do menor (do major), compàs 6/4 i està escrita per a cor mixt a quatre veus (SATB). Indicació de tempo, Andante. Està en la forma estròfica variada (ABA’B). El text: 
Brausten alle Berge, / Sauste rings der Wald, / Meine jungen Tage, / Wo sind sie so bald?
Jugend, teure Jugend, / Flohest mir dahin; / O du holde Jugend, / Achtlos war mein Sinn!
Ich verlor dich leider, / Wie wenn einen Stein / Jemand von sich schleudert / In die Flut hinein.
Wendet sich der Stein auch / Um in tiefer Flut, / Weiss ich, dass die Jugend / Doch kein Gleiches tut.
Aquesta és la cançó més animada i bulliciosa de la sèrie, potser a causa del caràcter folklòric del text. Es divideix clarament en dos versos, i els dos es poden dividir en una part ràpida i una lenta. Un cop més, l'envelliment de l'home contrasta amb la naturalesa, particularment al final, quan ens adonem que mentre una pedra llençada a un rierol sempre ressorgeix (retratada per un cànon ràpid entre el baríton i la soprano), la joventut mai no es pot recuperar. La composició crea un contrast amb el ritme generalment lent del conjunt; alternen dos ritmes: un de vigorós i canònic per als dies inespecífics de la joventut i l'altre més lent i més romànticament homofònic per a la intensa sensació de la seva pèrdua. Hi ha un cànon en mode menor, dividit primer entre contralt i soprano, que mostra un cert caràcter eslau, tot i que l'intens apassionament de les dues seccions en mode major més que bohemi, és una mostra del Brahms més genuí.

### 5.Im Herbst
Està en do menor-do major, en compàs 3/4 i està escrita per a cor mixt a cinc veus (SATBB). La indicació de tempo és Andante. Està en la forma estròfica. El text: 
Ernst ist der Herbst. / Und wenn die Blätter fallen, / sinkt auch das Herz / zu trübem Weh herab. / Still ist die Flur, / und nach dem Süden wallen / die Sänger, stumm, / wie nach dem Grab.
Bleich ist der Tag, / und blasse Nebel schleiern / die Sonne wie die Herzen, ein. / Früh kommt die Nacht: / denn alle Kräfte feiern, / und tief verschlossen ruht das Sein.
Sanft wird der Mensch. / Er sieht die Sonne sinken, / er ahnt des Lebens / wie des Jahres Schluß. / Feucht wird das Aug', / doch in der Träne Blinken, / entströmt des Herzens / seligster Erguß.
Aquesta cançó és la culminació de les Fünf Gesänge Op 104 (i, de fet, de l'escriptura coral secular de Brahms); és un cor a quatre veus poderosament depressiu, una peça escrita dos anys abans que les altres, el 1886. Brahms fa un tractament amb una gran intensificació cromàtica de l'harmonia. De fet, el títol d'aquesta darrera cançó, "Im Herbst" ("A la tardor"), és una metàfora apta per al conjunt de tota l'obra. Sovint se la reconeix com la millor cançó secular de Brahms. Utilitzant només les quatre veus tradicionals d'un cor mixt, Brahms construeix una peça tan plena de malenconia i esperança, usant harmonies acolorides perfectament col·locades en cada moment i que no s'utilitzen en excés. Brahms aconsegueix l'efecte dels tons cromàtics més foscos; inicialment la va compondre en la tonalitat de la menor però observant possibles dificultats en els cantant pel registre, la va transportar una tercera més alta, a do menor, sense perdre el caràcter inicial profundament dolorit i angoixant.

## Enregistraments
- NDR Chor, dirigit per Günter Jena – Deutsche Grammophon, 1983
- Monteverdi Choir, dirigit per John Eliot Gardiner – Philips, 1992
- Kammerchor Stuttgart, dirigit per Frieder Bernius – Sony, 1995
- Cor de cambra d'Europa, dirigit per Nicol Brillant – Mat, 2003
- Cappella Amsterdam, dirigit per Daniel Reuss – Harmonia Mundi, 2014